# Georgiasaurus penzensis
Il georgiasauro (Georgiasaurus penzensis) è un rettile marino estinto, appartenente ai plesiosauri. Visse nel Cretaceo superiore (Santoniano, circa 85 milioni di anni fa) e i suoi resti fossili sono stati ritrovati in Russia.

## Descrizione
Questo rettile marino è noto per uno scheletro un tempo completo, purtroppo danneggiatosi durante i lavori di preparazione della cava di pietra in cui è stato trovato. Le ossa sopravvissute sono in cattivo stato di conservazione, ma hanno permesso in ogni caso di ricostruire un animale lungo circa 4-5 metri. Come tutti i plesiosauri, anche Georgiasaurus doveva possedere un corpo relativamente schiacciato e arti simili a pagaie utilizzati per fendere l'acqua. Il collo era relativamente corto, mentre il cranio era piuttosto stretto, simile a quello dell'affine Trinacromerum, anche se non così allungato.

## Classificazione
Nonostante la frammentarietà dei resti, gli studiosi ritengono che Georgiasaurus appartenesse ai policotilidi, un gruppo di plesiosauri apparsi nel Cretaceo, di piccole o medie dimensioni, altamente specializzati e dotati di un collo più corto di quello dei loro antenati plesiosauri. I fossili di Georgiasaurus provengono dall'Oblast' di Penza, nella regione del Volga in Russia. Questo animale venne descritto per la prima volta nel 1976 sotto il nome di Georgia, in onore di Georgy Ochev, il geodesista padre dello studioso che descrisse i fossili, scomparso poco prima della pubblicazione dello studio. Il nome Georgia, però, era già stato utilizzato in precedenza (Baird & Girrard, 1853), e lo stesso Ochev successivamente dovette cambiarlo in Georgiasaurus.